# كوكري
تقليد الكوكري من أكثر التقاليد البلغارية غنى من حيث الجوانب الشكلية والرمزية. وهو ينحدر من المعتقدات الوثنية الماضية للشعب البلغاري ويرتبط بسعي الإنسان إلى ممارسة التأثير على الطبيعة بوسائل السحر والقوى الخارقة.

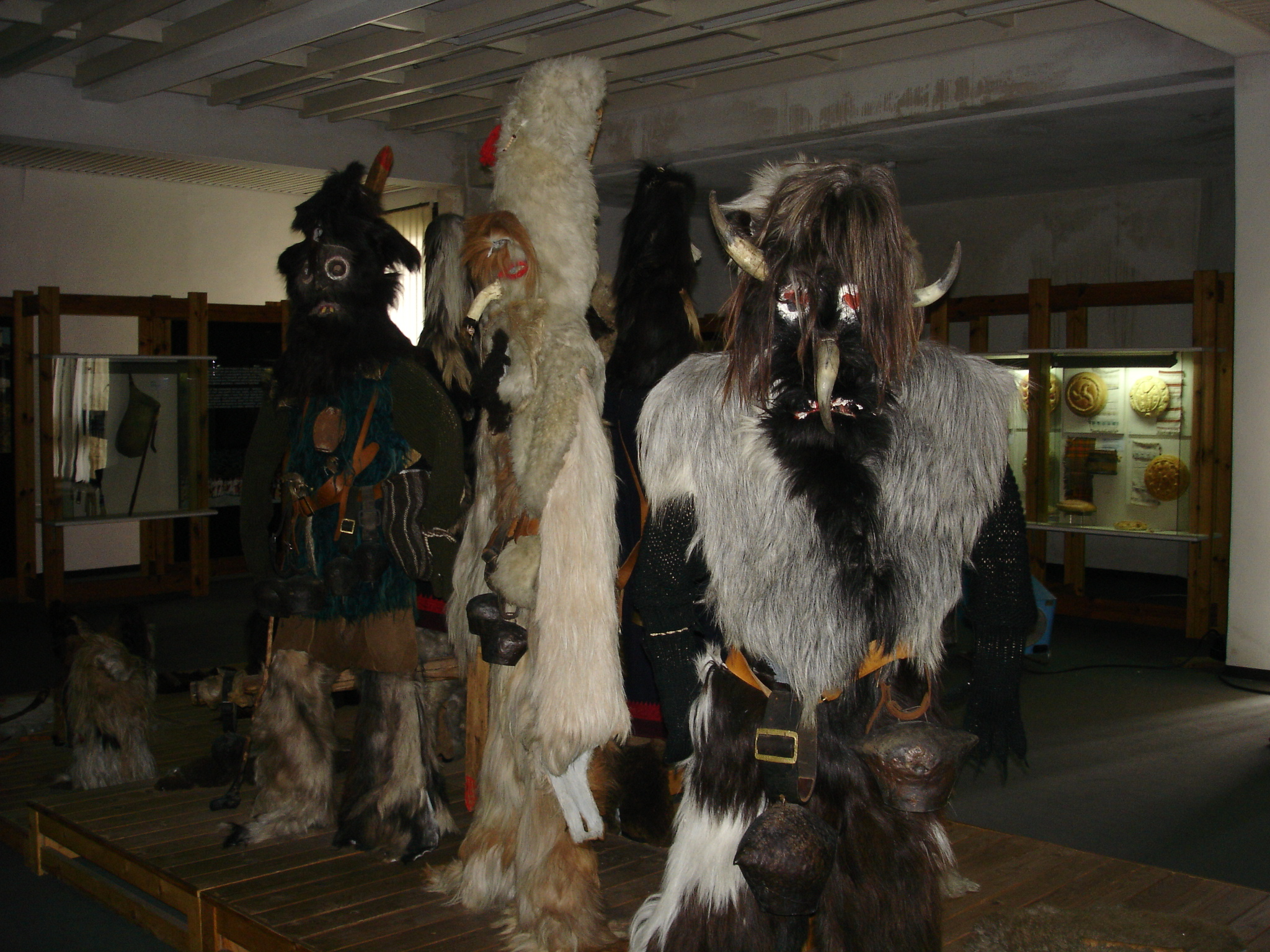

التقليد ذو وجوه كثيرة بل وأسماء مختلفة في مختلف مناطق البالد ـ كوكري، سورفاكاري، بيسياتسي، درويشي، ستارتسي وغيرها.
بيد أن ما يوحدهم جميعًا هو الجوهر الطقسي والأقنعة الكبيرة والزينة المتكونة من الأجراس والجلود والهدف المتمثل في طرد القوى الشريرة وتطهير الطبيعة والمجتمع منها، إضافة إلى جلب المحصول الجيد والصحة.
دور الكوكري يؤديه رجال فقط. وحسب ما تتطلبه التقاليد في بعض المناطق من بلغاريا فإن المشاركين يجب أن يكونوا من العزاب فقط. ولكن قائد مجموعة الكوكري يجب أن يكون ً رجال متزوجًا.
أكثر ما يثير الإعجاب في زي الكوكري هو القناع الذي يحتاج صنعه إلى وقت طويل.
والخاصية المتميزة الأخرى للزي هي الأجراس المعلقة بحزام يوضع على الخصر وتسمع أصواتها في جميع أنحاء القرية.
يرتدي الكوكري أزياء ثقيلة من الفرو أو أزياء تمت خياطتها من جلود الخراف والماعز. بعض الملابس ترمز إلى شخصيات محددة: الشيخ، الجدة العجوز، العريس وغيرها.
بإشراف القائد يجول الكوكري جميع أنحاء القرية وهم يؤدون رقصاتهم المثيرة.
في المناطق الغربية من بلغاريا يؤدي الكوكري طقوسهم في الفترة الواقعة بين عيد ميلاد المسيح (25 كانون الأول) وعيد الغطاس (6 كانون الثاني) وهم يهدفون من خلال هذا الطقس إلى طرد الشر المتراكم. أما في المناطق الشرقية من بلغاريا فإن هذا الطقس يؤدى في أسبوع ما بين يوم الأحد الثامن ويوما الأحد السابع قبل عيد الفصح.
.نظم في بلغاريا الكثير من مهرجانات الكوكري، ولكن في اثنين منها توجد مشاركات دولية – مهرجان سورفا (Surva) في مدينة بيرنيك الذي يجري في آخر يومي سبت وأحد من شهر كانون الثاني، ومهرجان ستارتشيفا (Starcheva) في مدينة رازلوغ الذي يجري في أواسط شهر كانون الثاني. 